# Епископ дремвички Давид
Давид (световно Јанко Нинов; Скопље, 27. јул 1972) титуларни је епископ дремвички, на служби викарног епископа у Скопској епархији Македонске православне цркве (од 2023. године), а претходно је био титуларни епископ стобијски, на служби администратора Струмичке епископије у саставу аутономне Православне охридске архиепископије (од 2006. године).

## Биографија
Епископ Давид је рођен 27. јула 1972. у Скопљу. Прије одласка у манастир био је уредник часописа „Стремеж“ и радио је у редакцији за културу државне телевизије. Објавио је неколико књига стихова и добитник је награде „Студентски збор“. У манастир одлази 1995, а 1996. као расофоран монах рукоположен је за јерођакона. У велику схиму замонашен је 1997. и исте године је рукоположен у јеромонаха. У манастиру је уређивао лист „Успение“.
Заједно са монасима и монахињама код којих је служио као духовник, јануара 2004, са стране Његовог блаженства архиепископа охридског и митрополита скопског Јована VI примљен је у јурисдикцију Православне охридске архиепископије.
Средње образовање је завршио у Скопљу. Студирао је старогрчку и латинску филологију на Институту за класичне студије у Скопљу. Дипломирао је теологију на Теолошком факултету државног Аристотеловог универзитета у Солуну, Грчка. Магистрирао (MTheol) је на истом факултету Аристотеловог универзитета, Одсек за догматику, историју филозофије и икуменску теологију.

## Епископ
У склопу редовног заседања Светог Архијерејског Сабора СПЦ, које је било одржано од 15. до 26. маја 2005. године, усвојен је саборски Томос о црквеној аутономији Православне охридске архиепископије, који је издат 24. маја од стране сабора, са потписом српског патријарха Павла. Тим актом, који је усаглашен и усвојен на саборском заседању, Православна охридска архиепископија је добила пуну црквену аутономију, под омофором Српске православне цркве.
За помоћног епископа стобијског изабрао га је Свети архијерејски синод Православне охридске архиепископије, дана 29. јуна 2006. Међутим, политички мотивисаног затварања Његовог блаженства архиепископа охридског и митрополита скопског Јована VI хиротонија у епископски чин извршена је 17. јуна 2007. Затим, 2008. постављен је за администратора Струмичке епархије.
Ради и извршава задатке првог секретара Светог архијерејског синода Православне охридске архиепископије, а истовремено је и уредник званичне интернет странице Православне охридске архиепископије, као и листа „Соборност”.
Свети архијерејски сабор СПЦ је 16. маја 2022. године донео одлуку о обнови литургијског заједништва са Македонском православном црквом, а потом је 19. маја године у Београду одржано и прво заједничко богослужење архијереја СПЦ и МПЦ. У наставку заседања, Свети архијерејски сабор СПЦ је 20. маја донео начелну одлуку о давању сагласности за додељивање аутокефалног статуса МПЦ, али та одлука због своје начелне и условне природе није била одмах обнародована, нити је поменута у званичном саборском саопштењу, које је објављено 23. маја. Потом је уследио боравак српског патријарха Порфирија у Скопљу, где је 24. маја дошло до јавног саопштавања одлуке о прихватању аутокефалности МПЦ од стране СПЦ, а том догађају је присуствовао и епископ Давид.
Стицајем околности, јерархија ПОА није присуствовала објављивању патријарховог томоса о аутокефалности МПЦ, који је био уручен 5. јуна у Београду. Након тог чина, јерархија ПОА се није званично оглашавала поводом кључних питања која проистичу из односа између поменутог патријарховог томоса и старијег саборског томоса из 2005. године.

## Прелазак под окриље МПЦ
У пролеће 2023. године, Синод Македонске православне цркве (МПЦ) је предложио да епископ Давид у склопу предстојеће интеграције ПОА са МПЦ добије службу викарног епископа у Скопској епархији, са титулом епископ дремвички. Након добијања сагласности од стране Светог архијерејског сабора СПЦ за прелазак под окриље МПЦ (20. мај) уследили су даљи кораци, тако да је Синод МПЦ 20. јуна одлучио да приступи интеграцији јерархије ПОА у састав МПЦ. Том приликом, владика Давид је назначен за титуларног епископа дремвичког, на служби викарног епископа у Скопској епархији МПЦ.